# Pałac w Obroszynie
Pałac w Obroszynie – letni pałac arcybiskupów lwowskich, wybudowany w 1730 przez arcybiskupa Jana Skarbka, w Obroszynie, położony w rejonie pustomyckim obwodu lwowskiego, 14 km od Lwowa.

## Położenie
Pałac znajduje się w północnej części wsi. Na teren rezydencji prowadzi duża barokowa brama, flankowana dwiema wieżami z napisem Instytut, ponieważ w budynku obecnie mieści się Instytut Rolny.
Pałac w Obroszynie był częściej odwiedzany przez arcybiskupów od zamku w Dunajowie, ponieważ ten ostatni leżał w miejscu odległym od Lwowa, nieprzystępnym z powodu kilometrowej odległości od ubitej drogi. Biskupi mieli bliżej wspaniałe i wygodne miejsce do spędzania wolnego czasu mianowicie pałac w Obroszynie koło Gródka.

## Historia
Pierwsza wzmianka o Obroszynie jako majątku królewskim pochodzi z 1431 r., a w 1456 r. król Kazimierz zezwolił na zakup wsi katolickiemu arcybiskupowi Grzegorzowi z Sanoka. Od tego czasu stał się własnością arcybiskupów lwowskich katolickich.
Na początku XVIII w. arcybiskup Jan Skarbek postanowił wybudować tam barokowy zespół pałacowy, który miałby służyć jako jego rezydencja, gdyż druga jego siedziba znajdowała się zbyt daleko od Lwowa, w miejscowości Dunajów pod Złoczowem.
Budowę wykonał polski architekt Józef Fontana, wzorując się na zbudowanym przez siebie Pałacu Bielińskich w Warszawie. Budowę ukończono w 1730 roku. Abp Jan Skarbek zdołał w nim mieszkać tylko przez trzy lata. Inne prace wykończeniowe trwały do 1764 roku. Następca Skarbka, Ferdynand Onufry Kicki, dokończył pałac.
W pałacu w 1780 zmarł arcybiskup Wacław Hieronim Sierakowski, zaś w 1812 arcybiskup Kajetan Ignacy Kicki.

## Architektura
Dwukondygnacyjny barokowy pałac, zbudowany na planie prostokąta, jest dziełem architekta Józefa II Fontany. Od frontu bryłę pałacu wyróżniają dwa boczne alkierze i środkowy ryzalit z wysokim frontonem, łącząc w ten sposób typowo polskie alkierze z elementami modnego wówczas francuskiego budownictwa pałacowego. Od strony pięknego ogrodu w typie francuskim dobudowano nieduży taras z kamiennymi schodami. Pałac został poddany przebudowie w 1922 według projektu Bronisława Wiktora, która zaburzyła pierwotną koncepcję architektoniczną.

## Wyposażenie
W pałacu znajdowały się portrety  wszystkich arcybiskupów lwowskich, między innymi ciekawy, imaginacyjny portret Krystyna z Ostrowa de Gozdowa, pierwszego arcybiskupa halickiego obrządku łacińskiego.

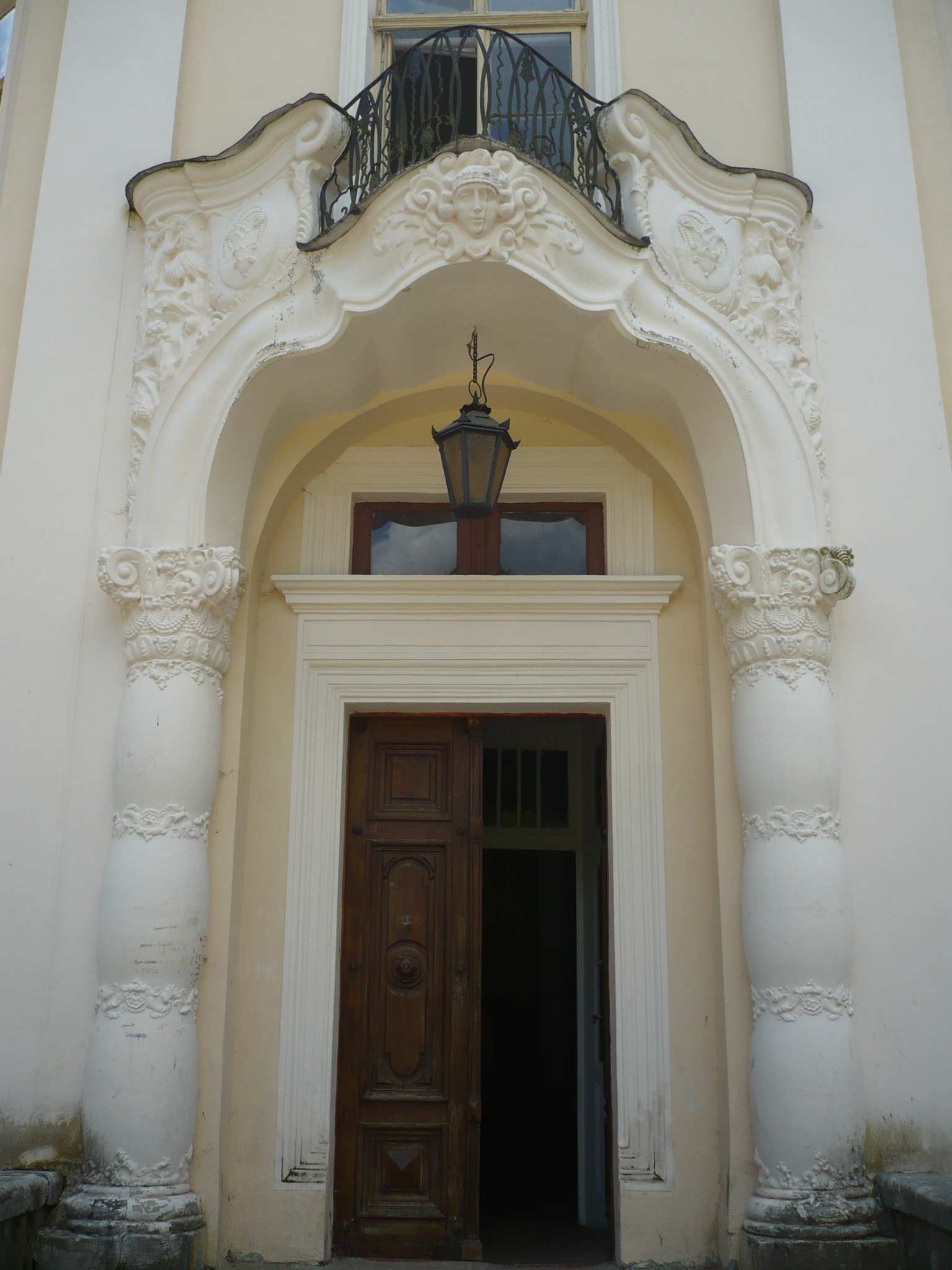
Portal pałacu
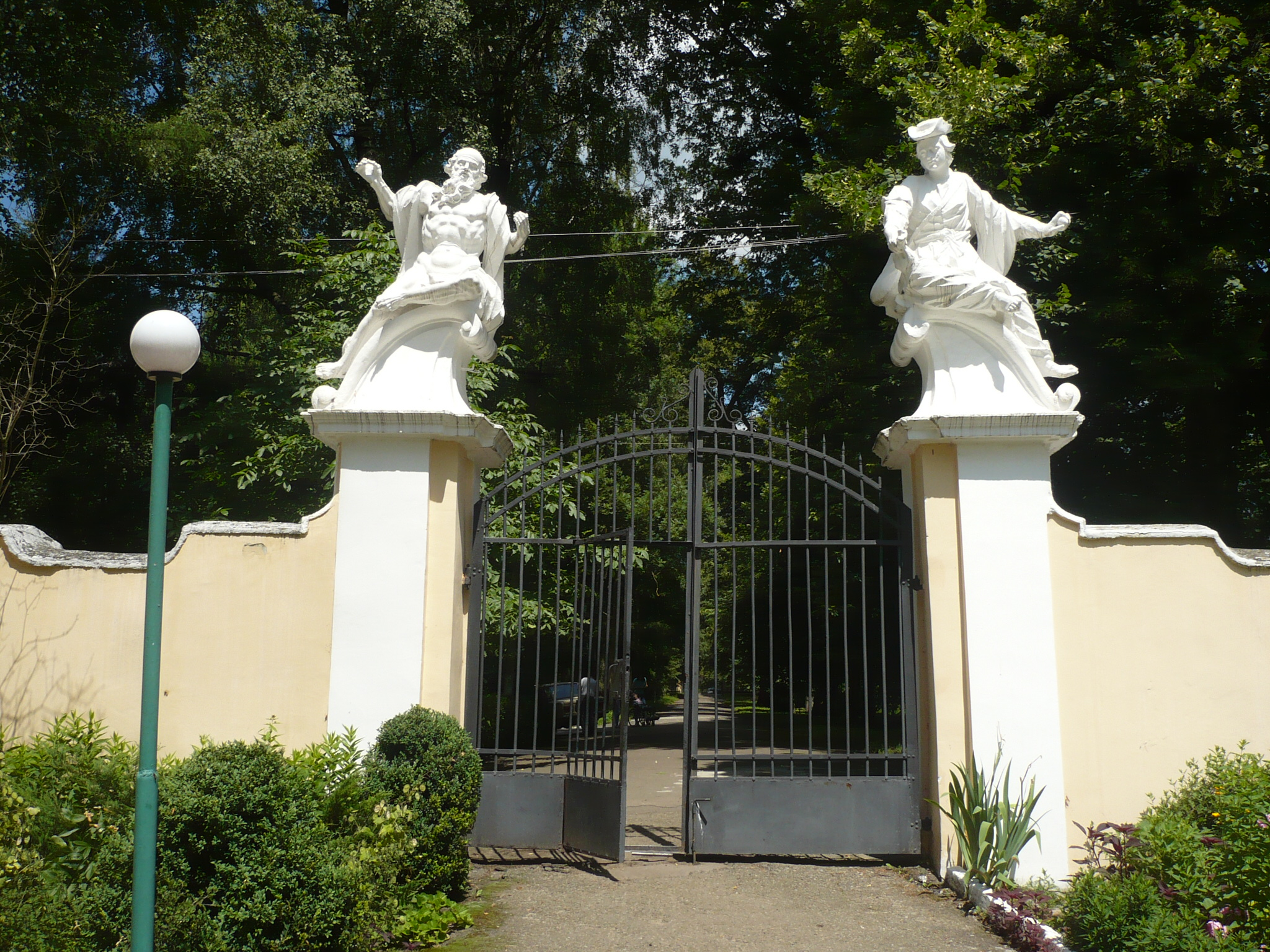
Brama do pałacu
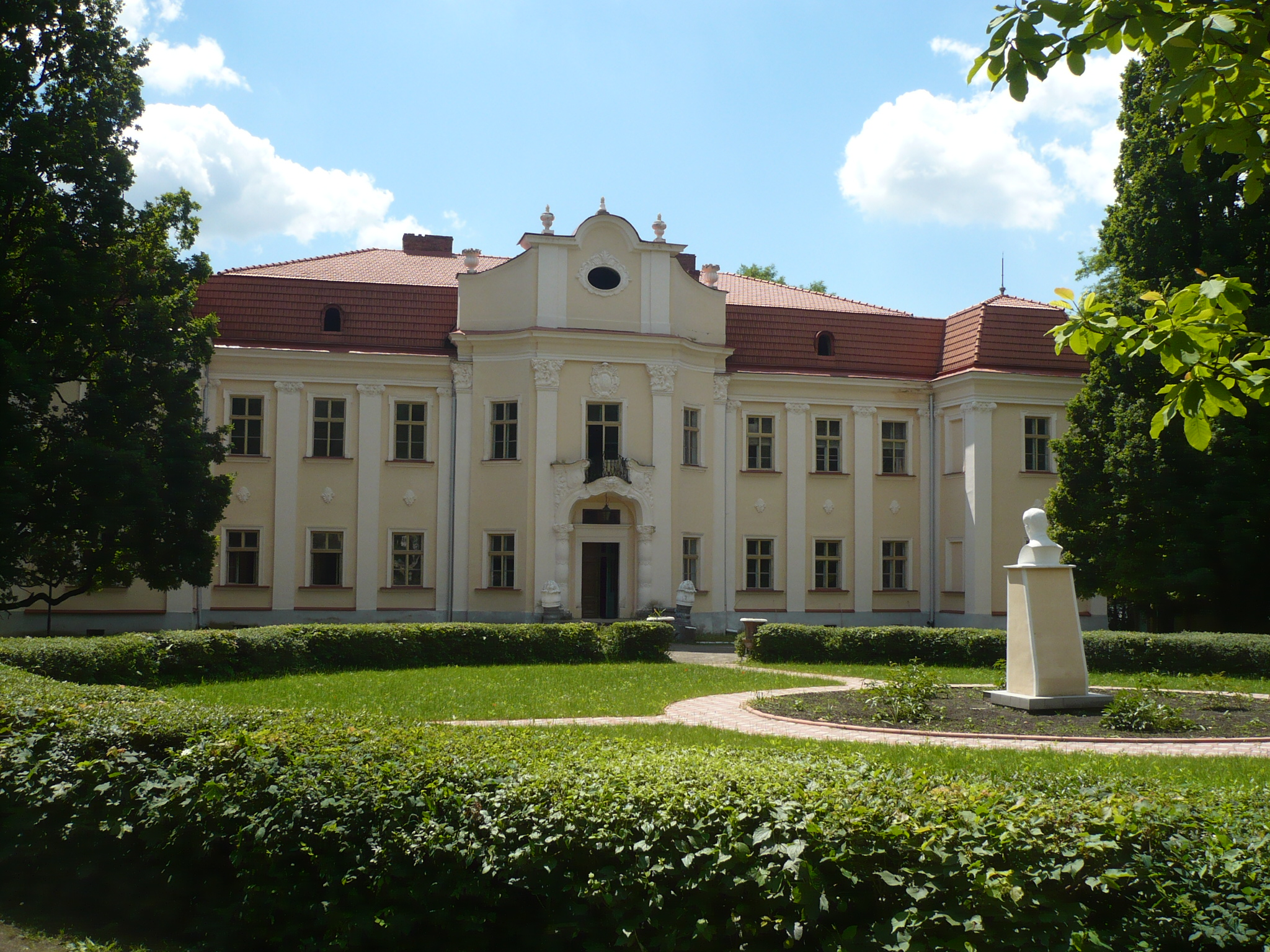
Pałac. Obroszyn
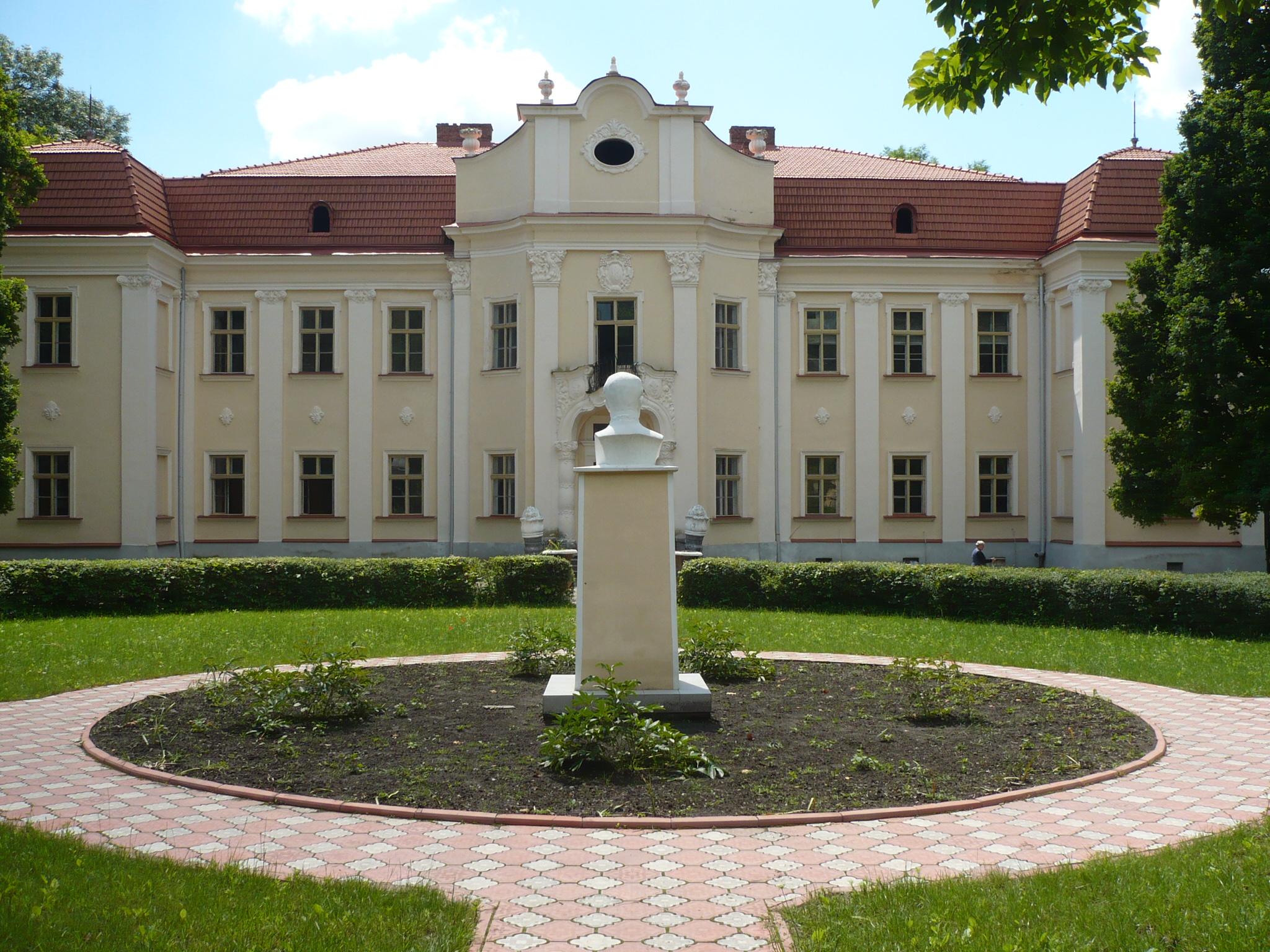
Pałac. Obroszyn
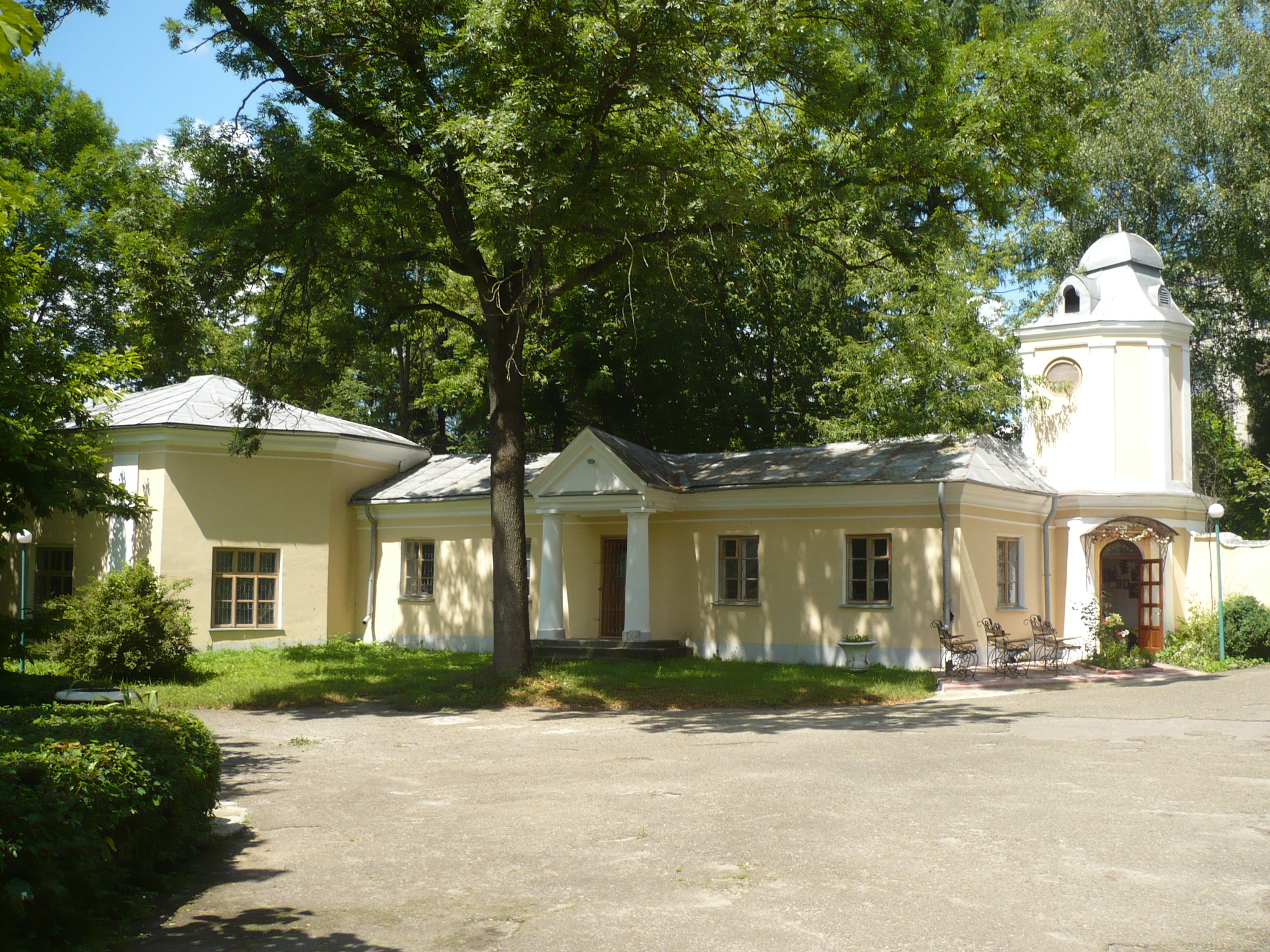
Obroszyn. Budynki przy bramie
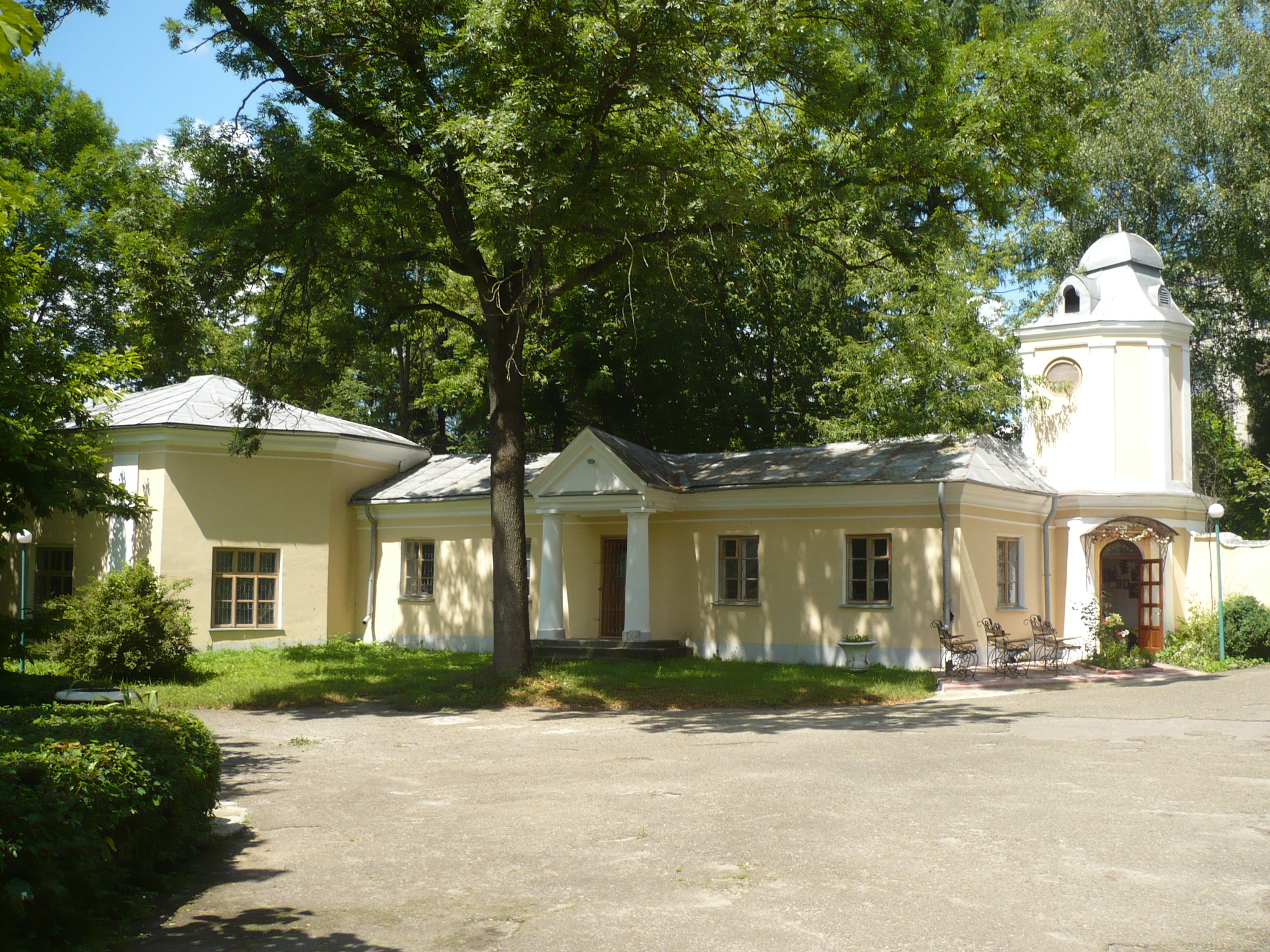
Obroszyn. Budynki przy bramie
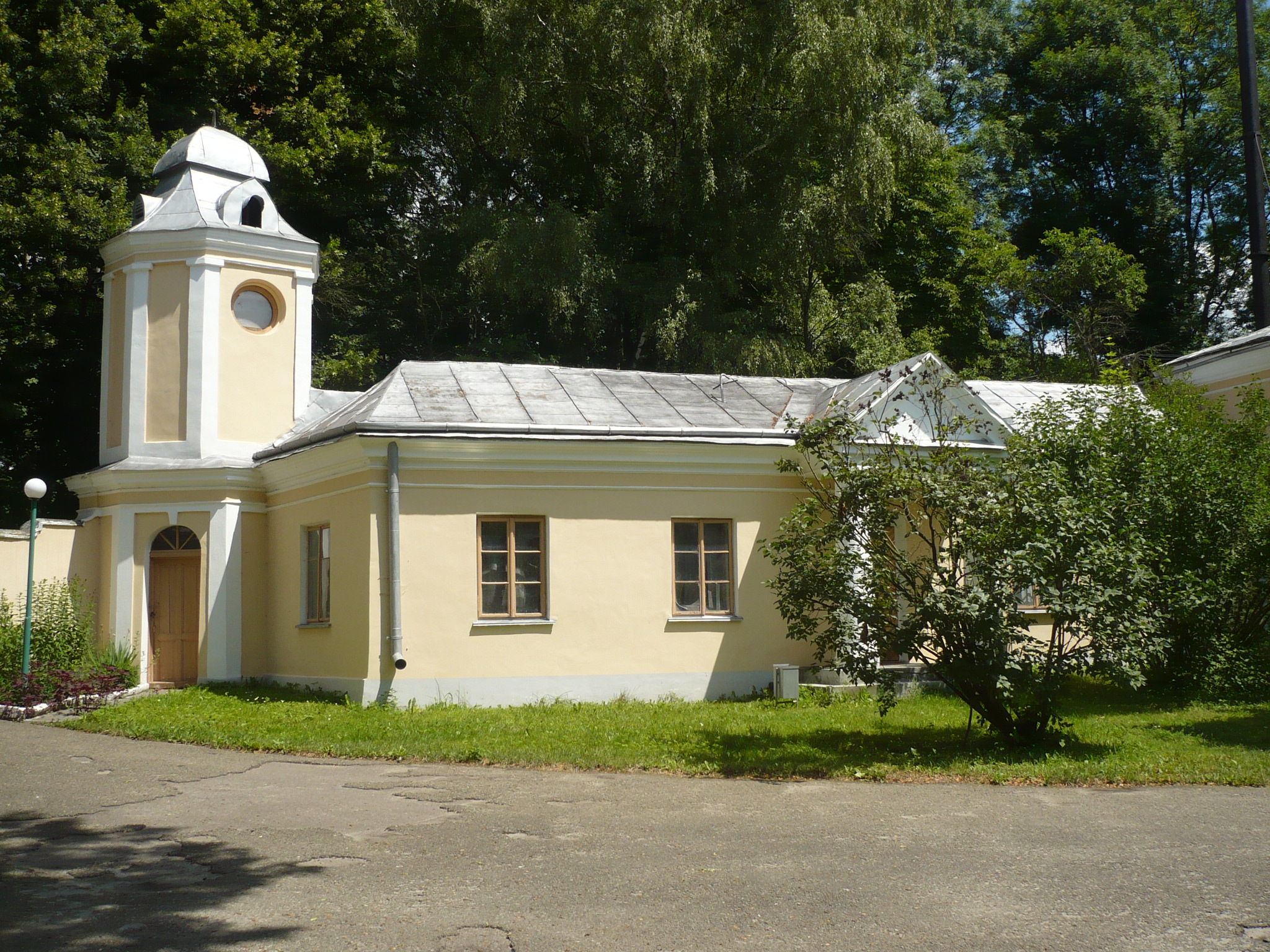
Obroszyn. Budynki przy bramie
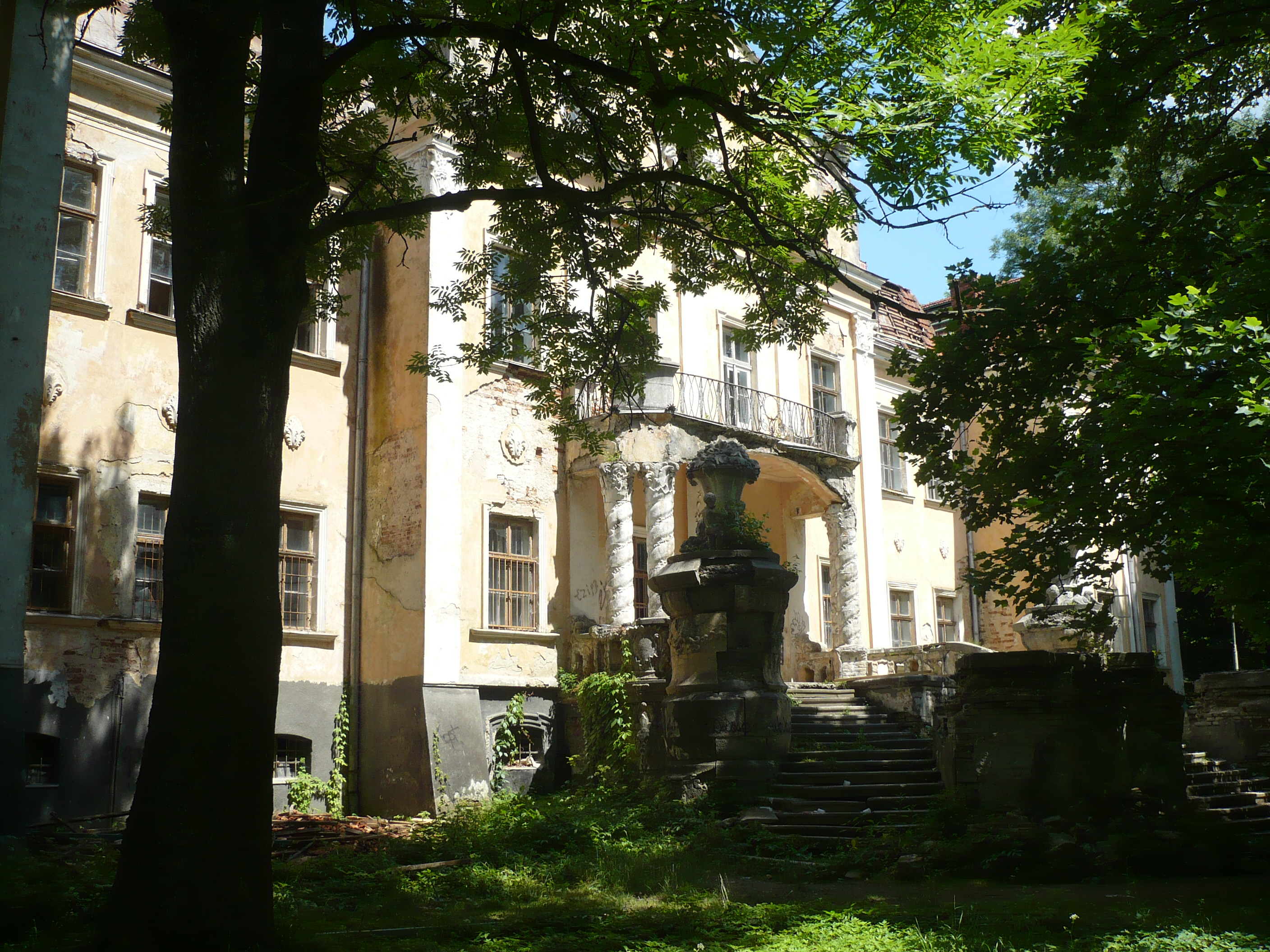
Obroszyn. Pałac od ogrodu
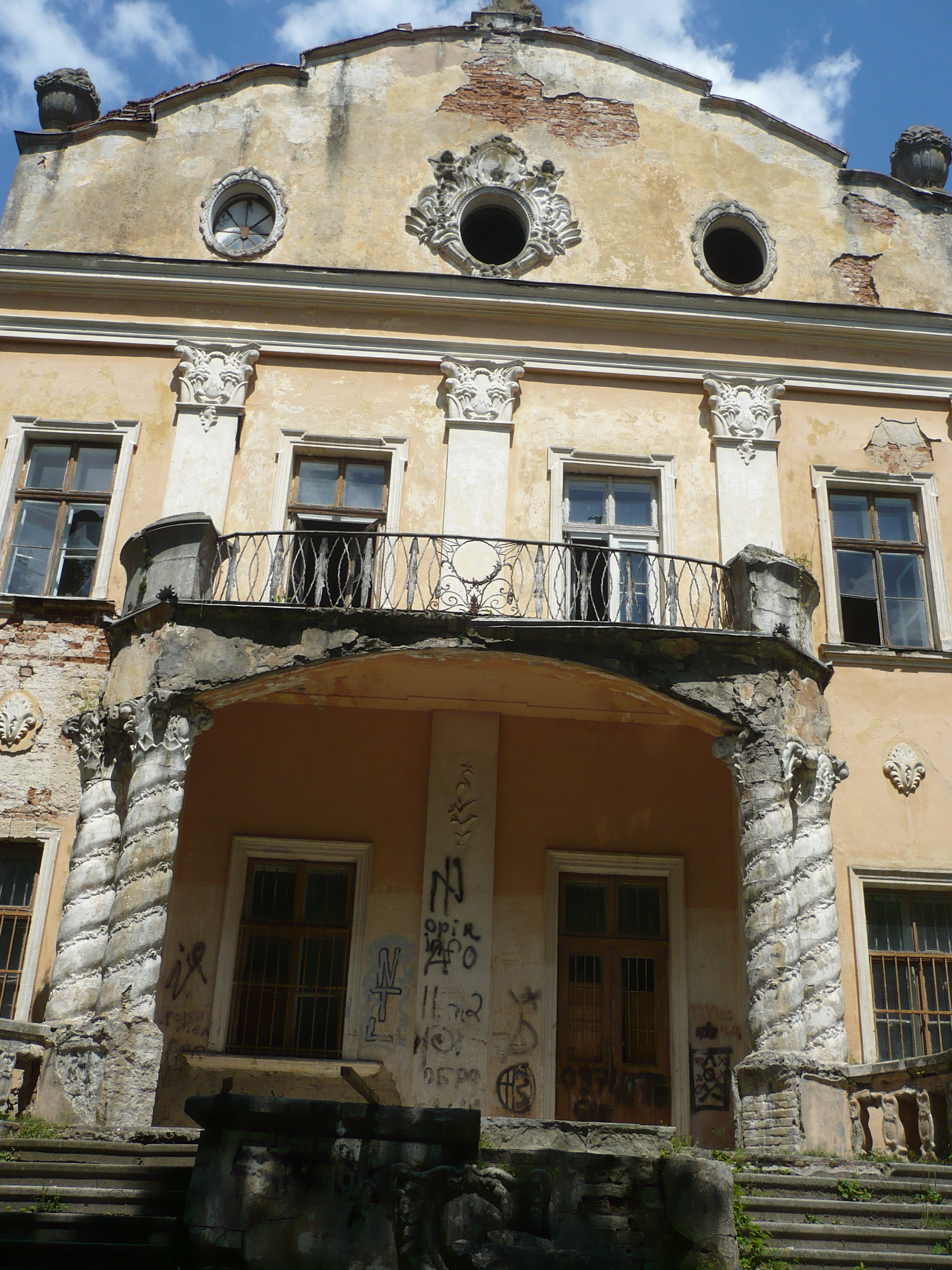
Obroszyn. Pałac od ogrodu
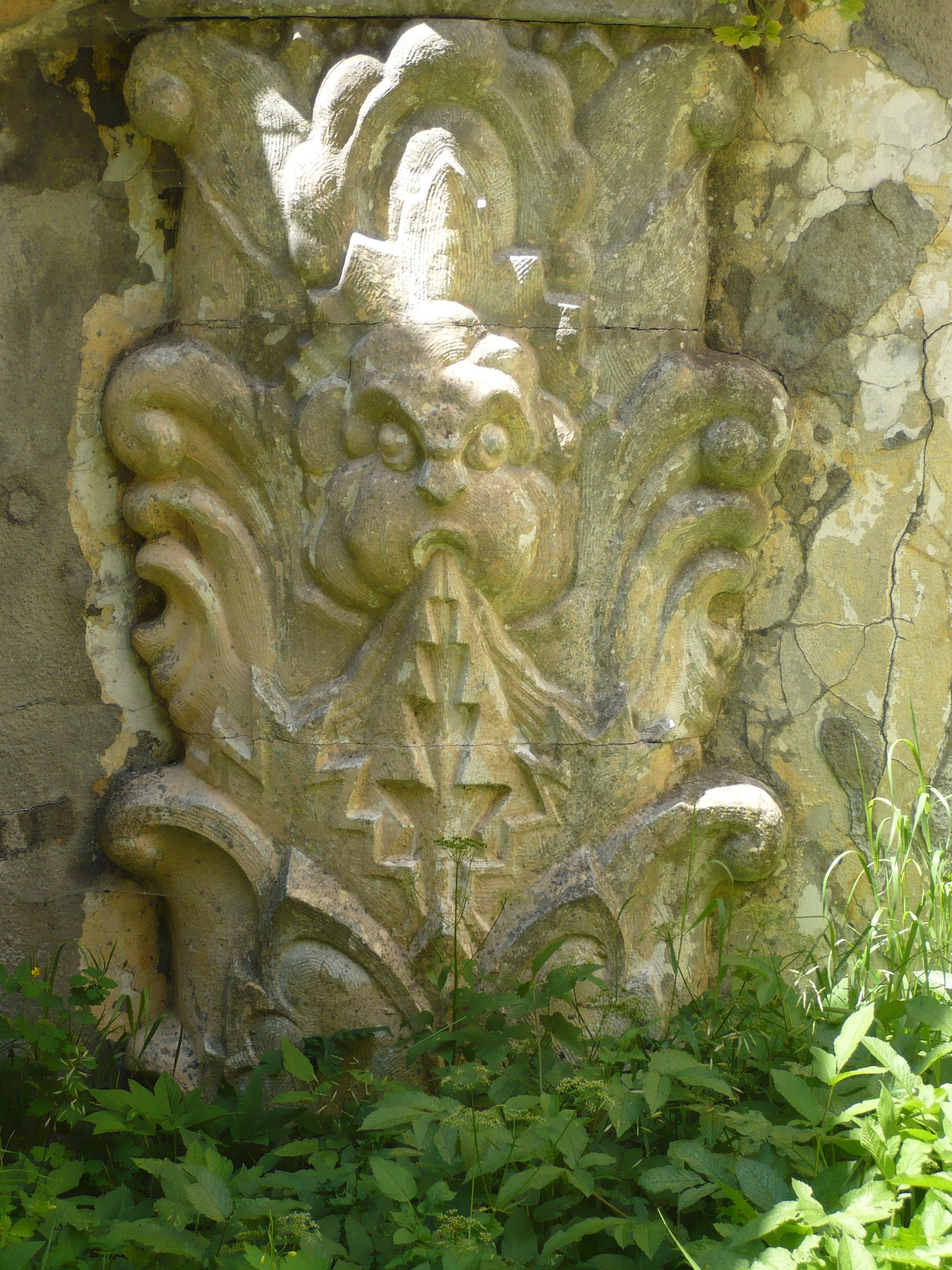
Obroszyn. Płaskorzeźba od ogrodu
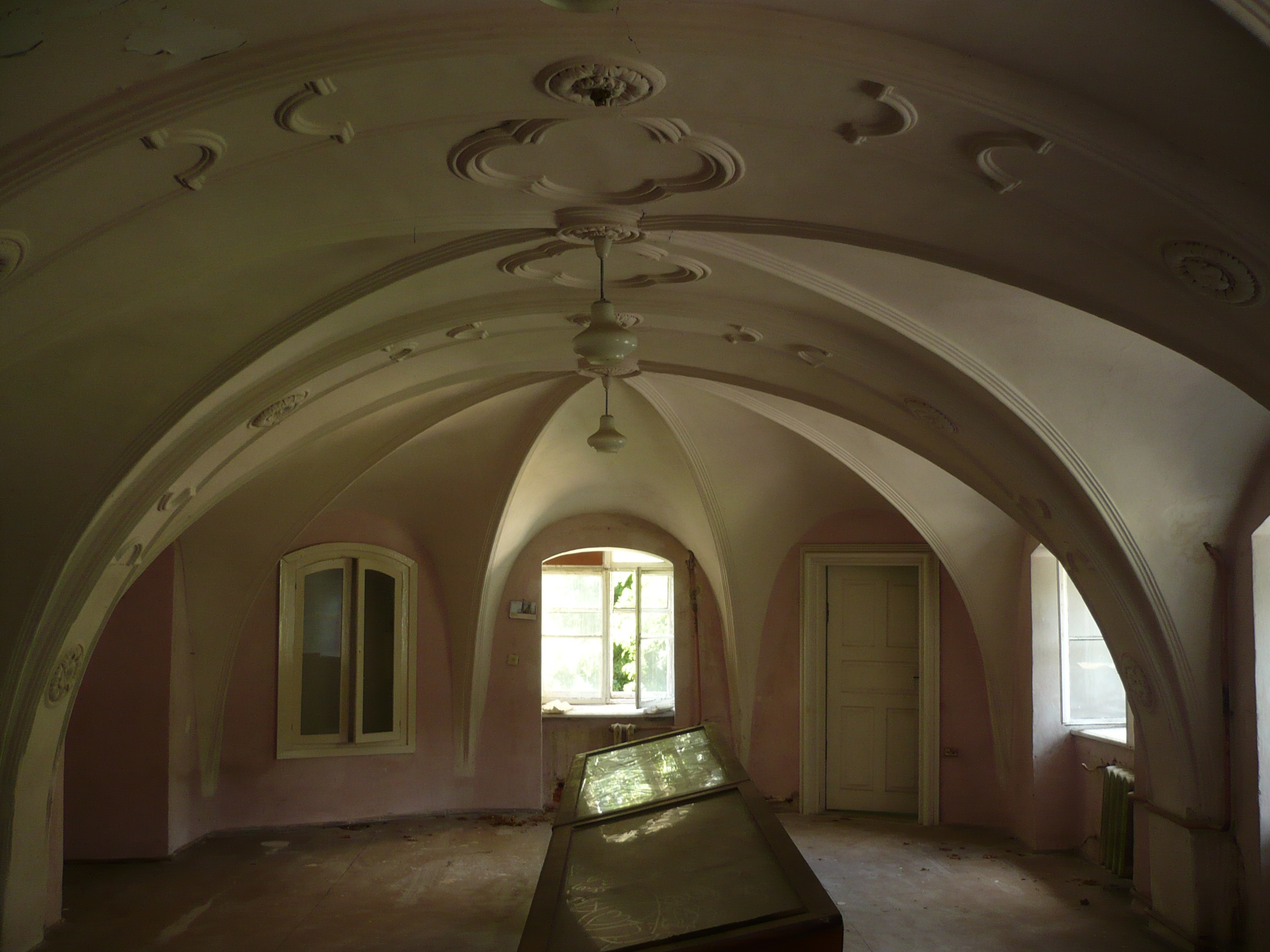
Obroszyn. Sala pałacu
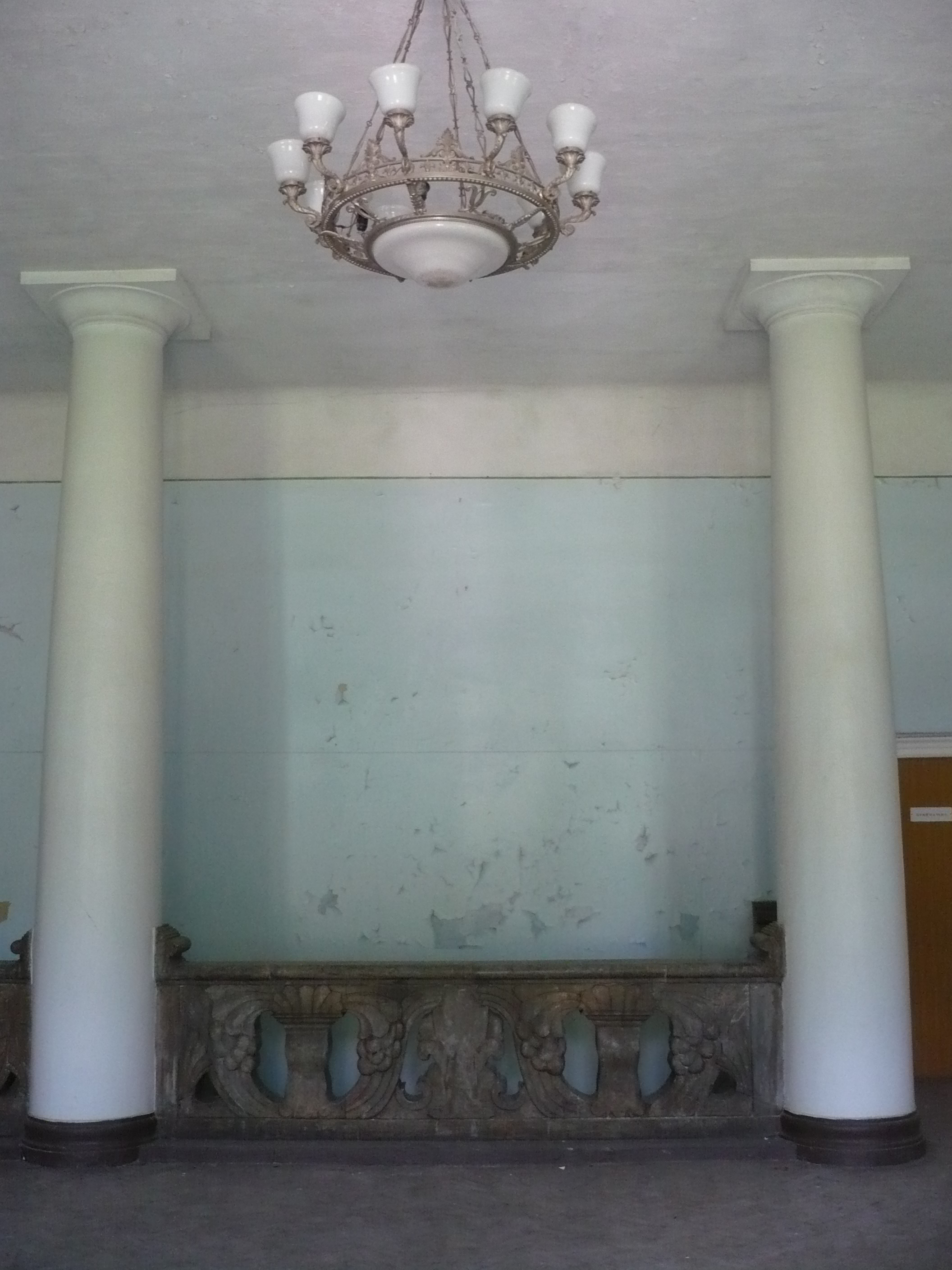
Obroszyn. Hol na 1 piętrze
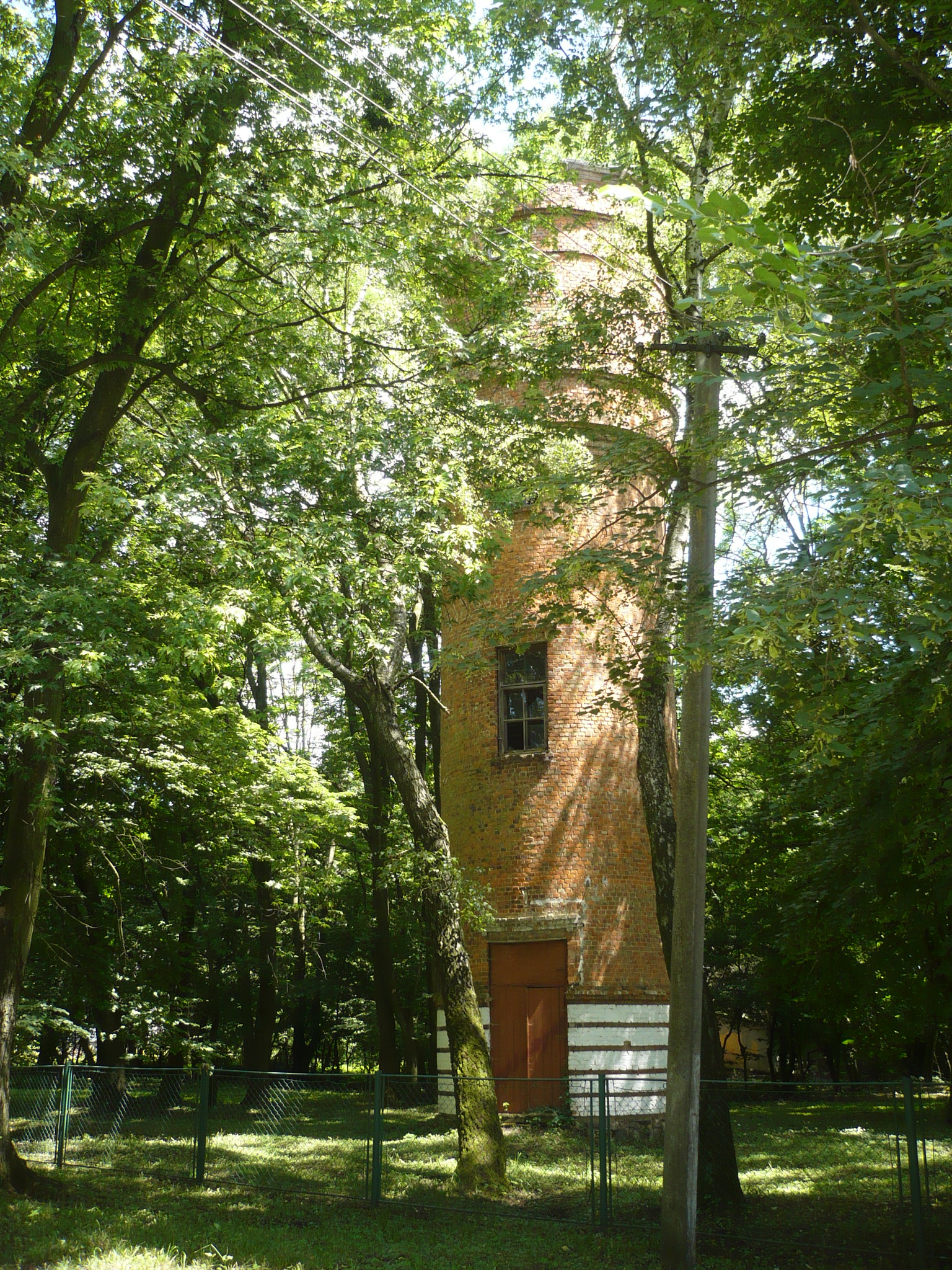
Obroszyn. Wieża przy pałacu
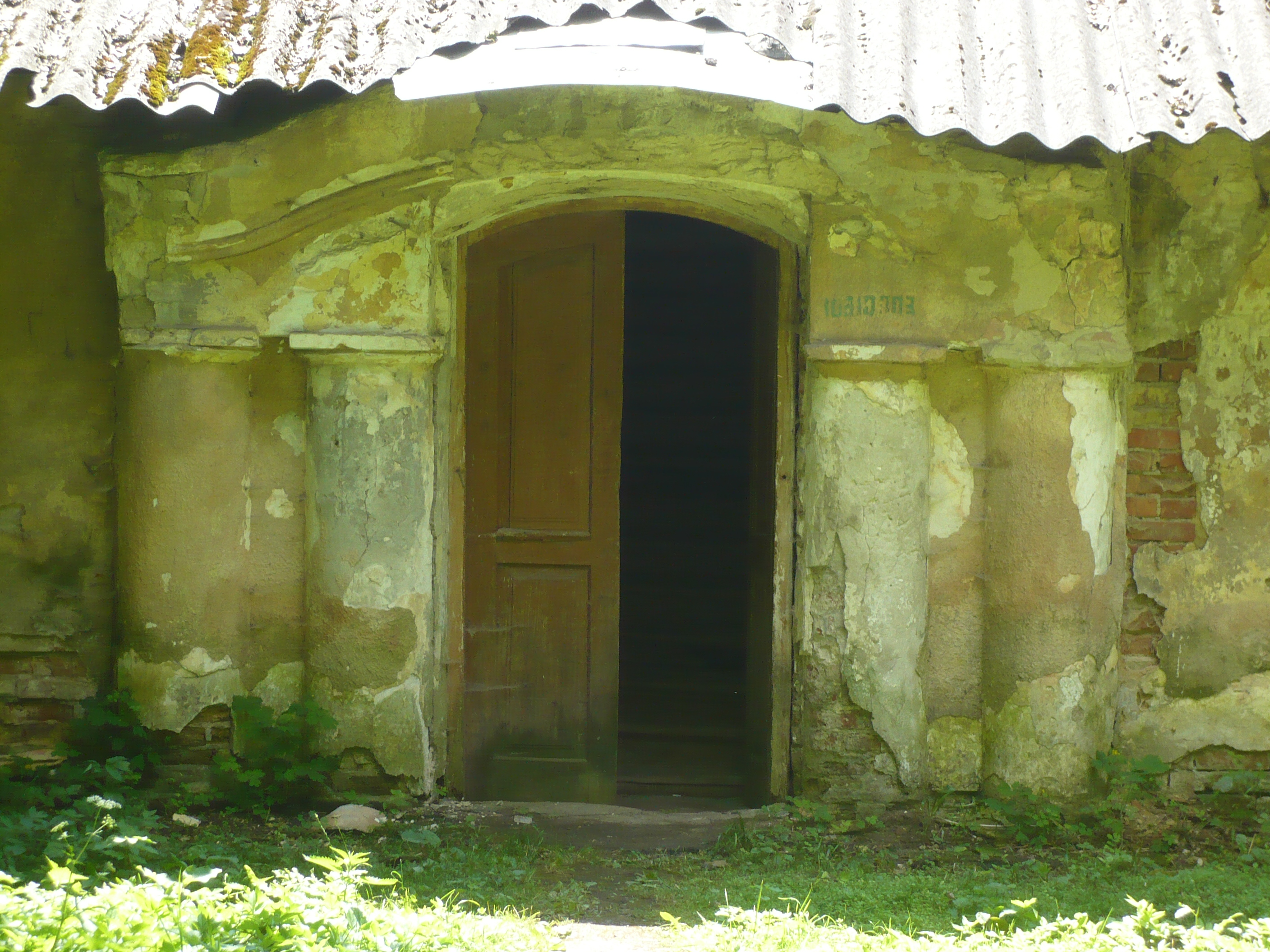
Obroszyn. Budynek przy pałacu
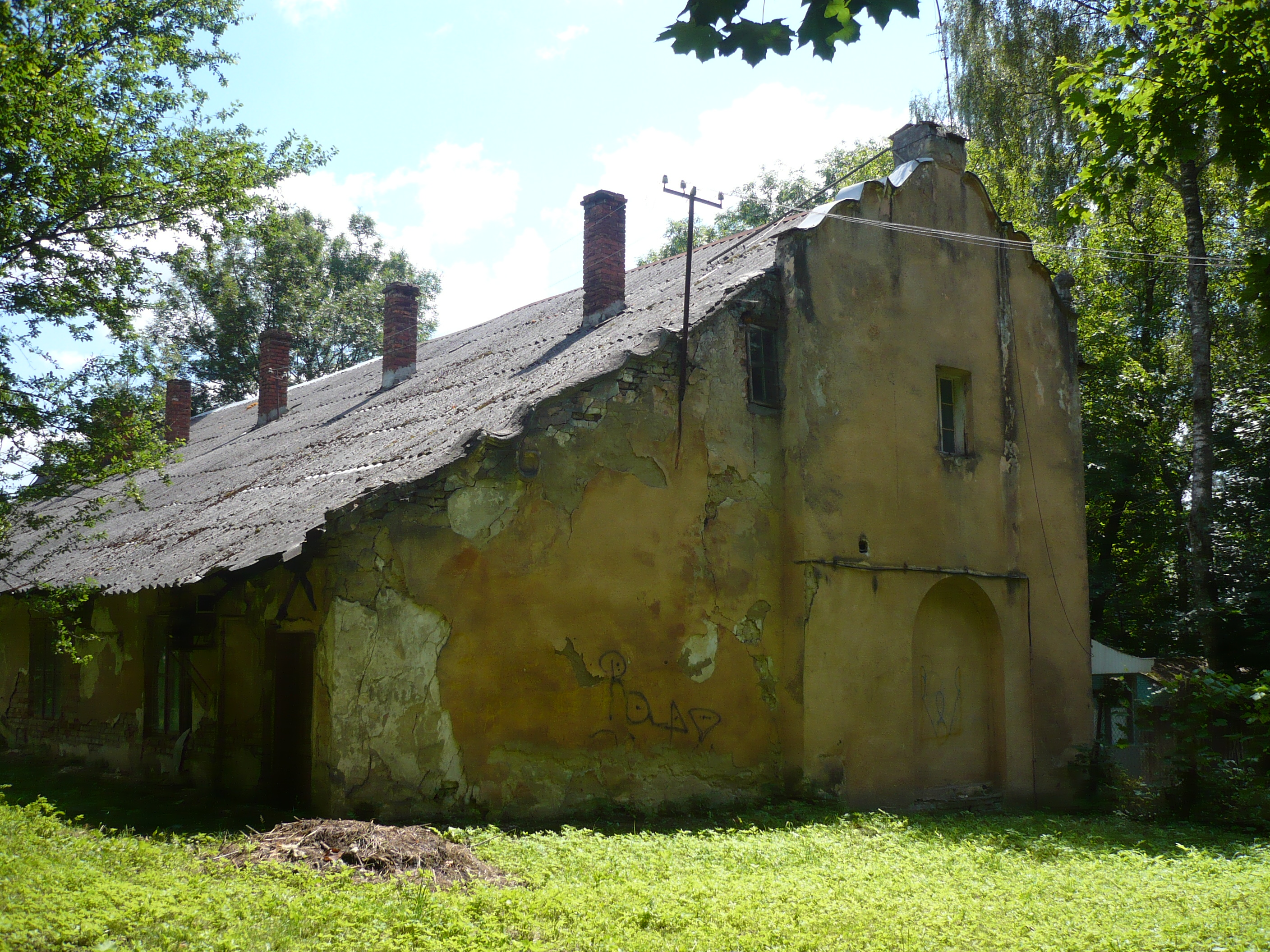
Obroszyn. Budynek przy pałacu